# Wilhelm Söderhjelm
Wilhelm August Söderhjelm, född den 26 december 1831 i Stockholm, död den 28 juni 1913 i Djursholm, var en svensk bruksägare och riksdagsman. Han tillhörde ätten Söderhielm och var sonsons sonsons son till Lars Söderhielm och far till Erik Söderhielm.
Söderhjelm blev student vid Uppsala universitet 1851, avlade kansliexamen 1853, kameralexamen 1854, examen vid Falu bergsskola 1856 och vid Ultuna lantbruksinstitut 1859. Han blev  extra ordinarie kanslist i Civildepartementet 1853 och var ägare till Långvinds och Boda bruk i Enångers socken, kommunalordförande och landstingsman. Han var ledamot av första kammaren 1879–1897, invald i Gävleborgs läns valkrets, suppleant i Bankoutskottet 1880, ledamot där 1881–1893, suppleant i särskilt utskott 1883 och statsrevisor 1881–1884.